# Castlebar
Castlebar es una localidad situada en el condado de Mayo, en Irlanda. Según el censo de 2022, tiene una población de 13 054 habitantes.
Es la capital del condado.
Está ubicada al oeste del país, cerca de la localidad de Knock —famosa por su santuario— y de la costa del océano Atlántico.
Fue escenario de la batalla conocida como las Carreras de Castlebar, durante la rebelión irlandesa de 1798.